# UFC Fight Night: Moreno vs. Royval 2
UFC Fight Night: Moreno vs. Royval 2 (también conocido como UFC Fight Night 237, UFC on ESPN+ 95 y UFC Mexico) fue un evento de artes marciales mixtas producido por Ultimate Fighting Championship llevado a cabo el 24 de febrero de 2024, en la Arena Ciudad de México de la Ciudad de México, México.

## Historia
El evento marcó la sexta visita de la promoción a la Ciudad de México y la primera desde UFC Fight Night 159 en septiembre de 2019.
Una pelea de peso mosca entre el dos veces Campeón Mundial de Peso Mosca de UFC Brandon Moreno y Amir Albazi estaba originalmente programada para ser una coestelar a cinco asaltos, pero luego fue programada para encabezar el evento. Sin embargo, Albazi se retiró de la pelea y fue reemplazado por el ex-retador titular Brandon Royval.El par se enfrentó previamente en UFC 255 en noviembre de 2020, donde Moreno ganó por nocaut técnico en el primer asalto.
Una revancha de peso pluma entre el ex-Campeón Interino de Peso Pluma de UFC Yair Rodríguez y el ex-retador titular Brian Ortega fue la coestelar, lo que marcó la cuarta vez en que una pelea no estelar y no titular es programada a cinco asaltos. El par se enfrentó previamente en UFC on ABC 3, donde Rodríguez ganó por TKO en el primer asalto debido a una lesión de hombro.
Una revancha de peso mosca entre Edgar Chairez y Daniel Lacerda se llevó a cabo en el evento. El par se había enfrentado previamente en UFC Fight Night 227 en septiembre de 2023, donde la pelea fue declarada sin resultado debido a una detención prematura del árbitro. Fueron reprogramados nuevamente para UFC Fight Night 230 dos meses después, pero la pelea fue cancelada debido a que Lacerda sufrió problemas médicos después del pesaje.  En el pesaje, ambos peleadores no dieron el peso. Chairez pesó 131 libras y Lacerda 127 libras, seis y una libra sobre el límite de peso mosca, respectivamente. La pelea continuó en un peso pactado.
Se esperaba que en el evento se llevara a cabo una pelea de peso gallo entre Raúl Rosas Jr. y el ganador de peso gallo de The Ultimate Fighter 29, Ricky Turcios.  Sin embargo, Rosas Jr. se vio obligado a retirarse justo antes de que se esperaba que comenzara la pelea debido a una enfermedad. Como resultado, la pelea se retrasó una semana hasta UFC Fight Night: Rozenstruik vs. Gaziev. 

## Bonificaciones
Los siguientes peleadores recibieron bonos de $50.000.
- Pelea de la Noche: Daniel Zellhuber vs. Francisco Prado
- Actuación de la Noche: Brian Ortega y Manuel Torres